# Enchin
Enchin (円珍?   8 de abril de 814 - 4 de diciembre de 891) fue un monje budista japonés de la secta Tendai que vivió durante la era Heian. Fue sumo sacerdote de la secta, tomando el título Chishō Daishi (智証大師?).

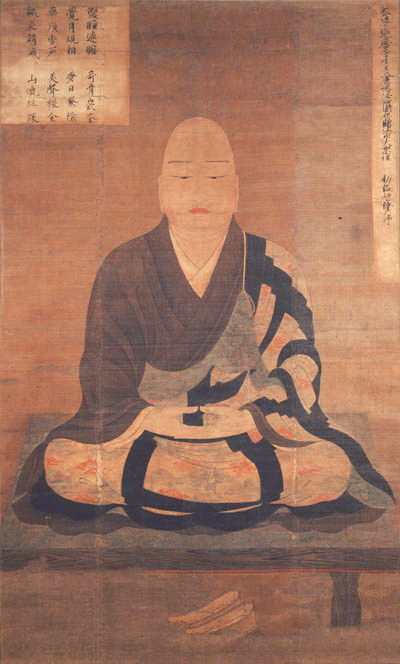
Pintura de Chishō Daishi
(Propiedad Cultural Importante)

Fue fundador de la escuela Jimon Tendai, que se desarrolló en el templo Miidera, en las faldas del monte Hiei. Sin embargo, cuando asumió el puesto de jefe de la secta en 873, se inició una fuerte rivalidad entre sus seguidores y los seguidores del monje Ennin del templo Enryaku-ji. La rivalidad entre ambos grupos sólo fue de carácter geográfico y no por las diferencias sectarias de interpretaciones de la práctica o doctinas, sin embargo, éste escaló a un conflicto violento.

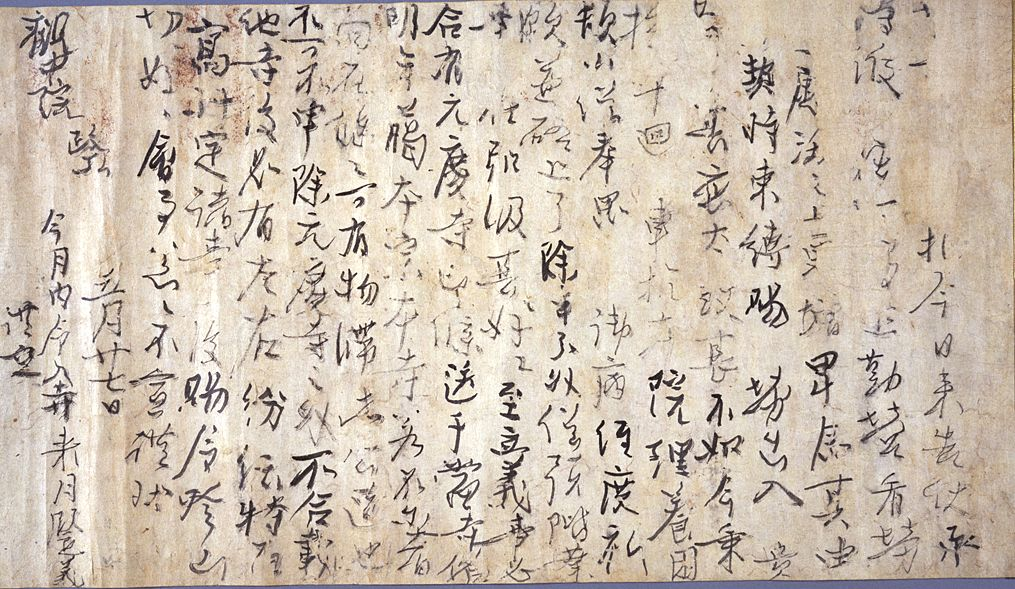
Carta sobre el viaje del monje Enchin a China (Tesoro Nacional de Japón)

Enchin buscó unificar las enseñanzas del Tendai con el budismo esotérico, interpretando la Sutra del Loto desde el punto de vista esotérico así como el uso de la terminología Tendai para explicar el esotérico Sutra Mahavairocana. Además apoyó la adoración de los dioses nativos sintoístas (kami), así como ciertos elementos del confucianismo, que llegó a conocer durante su viaje a la China de la dinastía Tang.